# Rue de Fourcy
Rue de Fourcy je ulice v Paříži v historické čtvrti Marais. Nachází se ve 4. obvodu.

## Poloha
Ulice vede od křižovatky s ulicemi Rue de Jouy a Rue Charlemagne a končí na křižovatce ulic Rue François-Miron a Rue Saint-Antoine, kde se sbíhá i Rue de Rivoli. Ulice je orientována od jihu na sever. Směrem na sever je kolmá k Rue de Rivoli a na jihu na ni navazuje Rue des Nonnains-d'Hyères vedoucí k Seině.

## Historie
Ulice existovala již v roce 1313. Původně slepá ulice ústící na Rue Saint-Antoine byla v roce 1684 prodloužena jižním směrem až k ulici Rue de Jouy. V té době zastával úřad prévôt des marchands Henry de Fourcy, jehož palác stál nedaleko a po kterém nese dnešní ulice jméno.
V minulosti se ulice jmenovala Rue Sans chef nebo Cul-de-sac Sancier.

## Zajímavé objekty
- v domě č. 5 sídlí Maison européenne de la photographie
- v ulici se nacházel nevěstinec Le Fourcy